# 卡尼 (密歇根州)
卡尼（英語：Carney）是位於美國密歇根州梅諾米尼縣納多鎮區的一個村。

## 人口
根據2020年美國人口普查的數據，卡尼的面積為3.55平方千米，當中陸地面積為3.55平方千米，而水域面積為0.00平方千米。當地共有人口179人，而人口密度為每平方千米50人。